# 卡西尼亚
卡西尼亚（法語：Cassignas）是法国洛特-加龙省的一个市镇，属于阿让区（Agen）拉罗克坦博县（Laroque-Timbaut）。该市镇总面积7.86平方公里，2009年时的人口为129人。

## 人口
卡西尼亚人口变化图示